# Mitropa Rally Cup
Der Mitropa Rally Cup ist eine seit 1965 ausgetragene Rallyeserie im Bereich Zentraleuropa, die auch als „Rallye-Europameisterschaft der Privatfahrer“ bezeichnet wird. Seit seiner Gründung im Jahr 1965 nehmen Fahrer an den Rennen in verschiedenen Ländern Europas teil, um dabei Punkte für den Pokalsieg zu sammeln. Aktuell (Stand 2024) werden Rennen in Österreich, Slowenien, Italien, Ungarn, Kroatien und der Schweiz ausgetragen.

## Organisatorisches
Der Cup wird aktuell von der Interessengemeinschaft Mitropa Cup organisiert, dem Mitglieder aus verschiedenen Ländern angehören. Das Reglement wird vom DMSB genehmigt.
Das Punktesystem ist so angelegt, dass die Fahrer die Möglichkeit haben, bei Rallyes, die außerhalb ihres Heimatlandes stattfinden und mit denen sie weniger vertraut sind  mehr Punkte zu erzielen. Die Meisterschaft wird häufig über sechs bis acht Veranstaltungen ausgetragen, wobei es allerdings nur maximal 6 Wertungsrunden pro Fahrer gibt. Im Jahr 2023 und 2024 werden 9 Rennen ausgetragen.
Die Serie wurde bisher von deutschen und italienischen Fahrern dominiert. Der erfolgreichste Fahrer in der Geschichte der Serie ist der Deutsche Hermann Gassner sen., der zwischen 2001 und 2022 sieben Mal den Titel gewann, immer auf einem Mitsubishi Lancer. Ein weiterer deutscher Fahrer, Matthias Moosleitner, gewann den Titel zwischen 1984 und 2000 sechs Mal.